# Draft NFL 1958
Il Draft NFL 1958 si è tenuto il 2 dicembre 1957 (giri 1-4) e il 28 gennaio 1959 (giri 5-30).

## Primo giro
|  | = Pro Bowler |  | = Hall of Famer |

| Scelta | Squadra             | Giocatore          | Ruolo            | College         |
| ------ | ------------------- | ------------------ | ---------------- | --------------- |
| 1      | Chicago Cardinals   | King Hill          | Quarterback      | Rice            |
| 2      | Chicago Cardinals   | John David Crow    | Halfback         | Texas A&M       |
| 3      | Green Bay Packers   | Dan Currie         | Centro           | Michigan State  |
| 4      | Los Angeles Rams    | Lou Michaels       | Defensive tackle | Kentucky        |
| 5      | Los Angeles Rams    | Jim "Red" Phillips | Wide receiver    | Auburn          |
| 6      | Philadelphia Eagles | Walt Kowalczyk     | Fullback         | Michigan State  |
| 7      | Chicago Bears       | Chuck Howley       | Offensive guard  | West Virginia   |
| 8      | San Francisco 49ers | Jim Pace           | Halfback         | Michigan        |
| 9      | San Francisco 49ers | Charlie Krueger    | Defensive Tackle | Texas A&M       |
| 10     | Detroit Lions       | Alex Karras        | Defensive Tackle | Iowa            |
| 11     | Baltimore Colts     | Lenny Lyles        | Halfback         | Louisville      |
| 12     | New York Giants     | Phil King          | Fullback         | Vanderbilt      |
| 13     | Cleveland Browns    | Jim Shofner        | Defensive back   | Texas Christian |

## Hall of Fame
All'annata 2013, quattro giocatori della classe del Draft 1958 sono stati inseriti nella Pro Football Hall of Fame:
- Jim Taylor, fullback dalla Louisiana State University, scelto nel secondo giro (15º assoluto) dai Green Bay Packers.

Induzione: Professional Football Hall of Fame, classe del 1976.
- Ray Nitschke, Linebacker da Illinois scelto nel terzo giro (36º assoluto) dai Green Bay Packers.

Induzione: Professional Football Hall of Fame, classe del 1978.
- Bobby Mitchell, Halfback dalla University of Illinois at Urbana-Champaign scelto nel settimo giro (84º assoluto) dai Cleveland Browns.

Induzione: Professional Football Hall of Fame, classe del 1983.
- John Madden, Tight End dalla California Polytechnic State University scelto nel 21 giro (244º assoluto) dai Philadelphia Eagles.

Induzione: Professional Football Hall of Fame, classe del 2006 per i meriti come capo-allenatore